# 京築
京築（けいちく）は、北九州地方の南東側、福岡県東部に位置する行橋市、豊前市、京都郡、築上郡の2市5町が属する地域である。

## 概要
北九州地方の南東部の地域で、「京都郡」と「築上郡」の頭文字を取った合成地名である。この地方は北九州地区に含まれるが、この地域を指すときには「京築」または「北九州・京築地方」と呼ばれることが多い。
中心都市は行橋市であり、この地域の人口は約19万人である。拠点都市である行橋市と豊前市には県・国の出先機関が置かれている。行橋市・みやこ町・築上町・苅田町は北九州市や田川地区との結び付きが強く、南部の豊前市・上毛町・吉富町は大分県中津市との結び付きが強い。また、行橋市と京都郡は京都（みやこ）地域、豊前市と築上郡は豊築（ほうちく）地域に分けられる。
近年は行橋周辺を中心に北九州市のベッドタウン化が進み、全ての市町が北九州都市圏に属している。また、2006年に開港した北九州空港や東九州自動車道などの開通、苅田町には日産自動車九州、トヨタ自動車九州の工場が操業し、大分県中津市でもダイハツ九州が操業しており、自動車関連企業の進出も進んでいる。行橋市や上毛町（旧新吉富村域）では人口が増加傾向にあり、福岡県内で今後の発展が期待されている地域である。

## 京築地方の自治体
- 京都地域
  - 行橋市　
  - 京都郡苅田町
  - 京都郡みやこ町
- 豊築地域
  - 豊前市
  - 築上郡築上町
  - 築上郡吉富町
  - 築上郡上毛町

## 京築の名前が付く主な団体・企業・道路
- 京築保健福祉環境事務所（行橋市）
- 京築県土整備事務所（豊前市）
- 京築広域圏消防本部（豊前市・築上郡・みやこ町を管轄する消防署）
- 京築北九州農業共済組合
- 京築広域農道

## 教育

### 大学
- 西日本工業大学（苅田町）

### 高等学校
- 福岡県立苅田工業高等学校（苅田町）
- 福岡県立京都高等学校（行橋市）
- 福岡県立行橋高等学校（行橋市）
- 福岡県立築上西高等学校（築上町）
- 福岡県立青豊高等学校（豊前市）
- 福岡県立育徳館高等学校（みやこ町）

## 市外局番
- 行橋市・京都郡・築上町
  - 「0930」（苅田町の殆どは「093」一部地域は「0930」）
- 豊前市・吉富町・上毛町
  - 「0979」

## 地形

### カルスト台地
- 平尾台（行橋市・苅田町・みやこ町）

### 山地
- 大坂山（みやこ町）
- 求菩提山（豊前市）
- 犬ヶ岳（豊前市）
- 経読岳（豊前市）

### 河川
- 山国川（吉富町・上毛町）
- 今川（行橋市・みやこ町）

### 海
- 周防灘（瀬戸内海）

## 気候
温暖な瀬戸内式気候となっているため九州地方の中でも降水量は少ないが、冬場は日本海側気候の影響も受けるため、曇天が多く、雪が降ることもあり、積雪する事もある。

## 交通

### 空港
- 北九州空港

### 高速道路
- 東九州自動車道
- 椎田道路

### 国道
- 国道10号
- 国道201号
- 国道496号

### 鉄道
- 日豊本線（九州旅客鉄道）
- 平成筑豊鉄道